# Gare de La Vallée-aux-Bleds - Lemé
La gare de La Vallée-aux-Bleds - Lemé était une gare ferroviaire française de la ligne de Romery à Liart, située sur la commune française de La Vallée-au-Blé, dans le département de l'Aisne.
Elle est construite sur la première section, ouverte en 1912, de la ligne de Romery à Liart, sa fermeture a lieu en 1951 lors de l'arrêt du trafic.

## Nom de la gare
Cette gare se situait sur le territoire de la commune de La Vallée-au-Blé mais elle est aussi située à proximité de la commune de Lemé d'où le nom de gare de La Vallée-aux-Bleds - Lemé. La Vallée-aux-Bleds est également l'ancien dénomination de la commune jusqu'en 1961, date à laquelle elle prend le nom actuel de La Vallée-au-Blé.

## Situation ferroviaire
La gare de La Vallée-aux-Bleds - Lemé était située au point kilométrique (PK) 10,475 de la ligne de Romery à Liart, sur la section gare de Vervins - gare de Wiège-Faty-Romery, entre la gare de Voulpaix et la gare de Le Sourd.

## Histoire

### Ferroviaire
La Compagnie des chemins de fer départementaux de l'Aisne (CDA), ayant obtenu la concession des 55 km de la ligne Wiège-Faty-Romery - Liart, elle crée une ligne de chemin de fer à voie unique et écartement métrique en procédant par sections. La première, longue de 19 km, de Vervins à Wiège-Faty-Romery, desservant le village de La Vallée-au-Blé, est ouverte en 1912. Le bâtiment voyageur (BV) est construit suivant un plan utilisé pour d'autres gares de ligne, comme les gares de Voulpaix et de Wiège-Faty-Romery.
Après la Première Guerre mondiale, la voie métrique est aménagée pour devenir une voie normale. En 1935, la gare faisait partie de la ligne de Romery à Vervins, à la suite de la fermeture cette année-là de la partie allant de Vervins à Liart. En 1951, avec la concurrence de la route et des camions, la ligne de Romery à Vervins ferme définitivement. 

### Après la fermeture
À la fermeture de la ligne en 1951, la gare ferme et un particulier rachète la gare. Celle-ci est aujourd'hui un magasin de fleurs.